# 圣西尔万贝勒加德
圣西尔万贝勒加德（法語：Saint-Silvain-Bellegarde，法語發音：[sɛ̃ silvɛ̃ bɛlɡaʁd]）是法国克勒兹省的一个市镇，位于该省东部偏南，属于欧比松区。

## 地理
圣西尔万贝勒加德（45°58'21"N, 2°18'11"E）面积20.85 平方千米，位于法国新阿基坦大区克勒兹省，该省份为法国中部省份，位于法國中央高原西北部，北起安德尔省和谢尔省，西接维埃纳省，南至科雷兹省，东临多姆山省，东北与阿列省接壤。
与圣西尔万贝勒加德接壤的市镇（或旧市镇、城区）包括：马尔什地区贝勒加德、尚帕尼亚、拉绍萨德、吕佩尔萨、内乌、圣阿尔皮尼安、圣阿维德塔尔代、拉维勒泰勒。

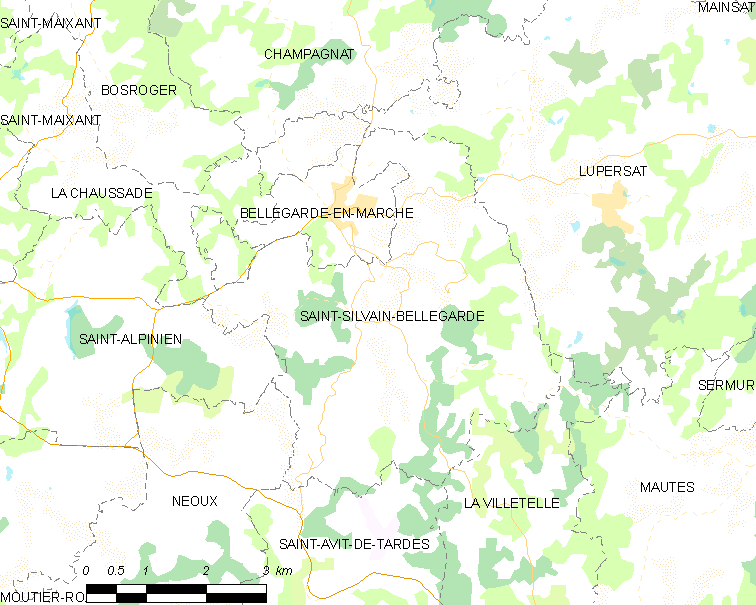
圣西尔万贝勒加德的OSM定位图

圣西尔万贝勒加德的时区为UTC+01:00、UTC+02:00（夏令时）。

## 行政
圣西尔万贝勒加德的邮政编码为23190，INSEE市镇编码为23241。

## 政治
圣西尔万贝勒加德所属的省级选区为欧比松县。

## 人口

1962-2008年间圣西尔万贝勒加德人口变化图示

圣西尔万贝勒加德于2022年1月1日时的人口数量为198人。